# Alain Traoré (1988)
Sibiri Alain Traoré (* 31. prosince 1988, Bobo-Dioulasso, Burkina Faso) je fotbalový záložník či útočník z Burkiny Faso, který v současné době hostuje v AS Monaco z klubu FC Lorient. Je také reprezentantem Burkiny Faso.
Jeho mladším bratrem je fotbalista Bertrand Traoré. Společně se v dresu burkinafaského národního týmu zúčastnili Afrického poháru národů 2012 v Gabonu a Rovníkové Guineji.

## Klubová kariéra
Alain Traoré hrál v rodné zemi za Planète Champion Ouagadougou. Následně odešel do Francie, kde dlouhou dobu působil v AJ Auxerre. Od ledna do června 2009 hostoval v klubu Stade Brestois. V létě 2012 odešel do FC Lorient.
V lednu 2015 šel z Lorientu na půlroční hostování do AS Monaco, součástí smlouvy byla i opce na přestup.

## Reprezentační kariéra
V seniorské reprezentaci Burkiny Faso debutoval v roce 2006.
Zúčastnil se Afrického poháru národů 2012 v Gabonu a Rovníkové Guineji, kde burkinafaský národní tým skončil v základní skupině B na posledním čtvrtém místě bez zisku bodu. Na Africkém poháru národů 2013 v Jihoafrické republice byl členem týmu, který dokráčel až do finále proti Nigérii, kde podlehl soupeři 0:1. Na turnaji skóroval v základní skupině jednou proti Nigérii (remíza 1:1) a dvakrát proti Etiopii (výhra 4:0).

Zúčastnil se i Afrického poháru národů 2015 v Rovníkové Guineji.